# Bookerly
Bookerly est une police de caractères à empattement et une humane créée par Dalton Maag pour Amazon en 2014.
Elle est la police par défaut de l’application et des liseuses Kindle d’Amazon depuis 2014, remplaçant PMN Caecilia.